# Maxlrain (Adelsgeschlecht)

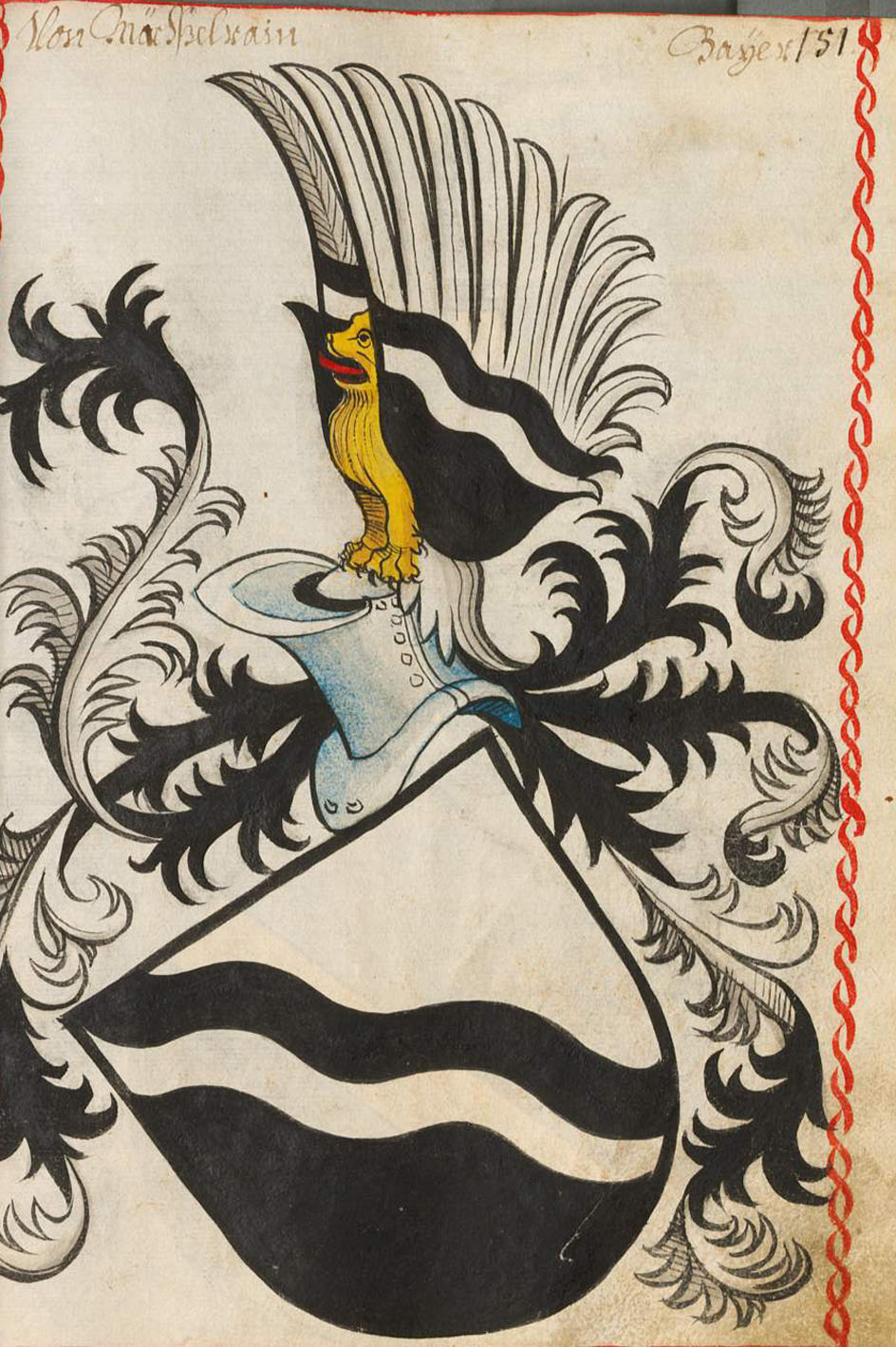
Stammwappen derer von Maxlrain

Die Herren von Maxlrain waren ein altbayerisches Adelsgeschlecht, das vom Mittelalter bis zum Beginn des 18. Jahrhunderts eine bedeutende Rolle in Bayern spielte. Sie nannten sich nach Maxlrain im oberbayerischen Landkreis Rosenheim, ihr bedeutendster Besitz war die reichsunmittelbare Herrschaft Waldeck.

## Geschichte
Im 12. Jahrhundert werden die Maxlrainer als Eigenleute der Herren von Kloster Beyharting erwähnt. 1516 erwarben sie, inzwischen zu mächtigen Herren aufgestiegen, die reichsunmittelbare Herrschaft Waldeck mit dem Hauptort Miesbach. Hauptsitz der Herrschaft Waldeck war seit dem 15. Jahrhundert das Schloss Wallenburg nördlich von Miesbach. Wolfgang von Maxlrain ließ 1523 die Lehnsherrlichkeit des Freisinger Bischofs über seine Herrschaft Wallenburg auf seinen Sitz Maxlrain übertragen.
Wolf Dietrich von Maxlrain, sein Sohn aus der Ehe mit Anna von Frundsberg, gehörte neben Joachim von Ortenburg und Pankraz von Freyberg zu den Führern der so genannten Konfessionalisten, der protestantischen Opposition bayerischer Adeliger gegen den Herzog. 1563 erklärte diese Gruppe öffentlich und provokativ ihren Übertritt zum Protestantismus. Nach einem Handelsembargo des bayerischen Herzogs musste Wolf Dietrich von Maxlrain 1583/84 schließlich einer Rekatholisierung seines Ländchens zustimmen. Wolf Dietrich von Maxlrain war seit 1543 mit Veronika von Pienzenau verheiratet. Der Ehe entsprangen sechs Kinder, darunter die Söhne Ludwig († 1608) und Georg († 1635), die ebenfalls die reichsunmittelbare Herrschaft Waldeck innehatten. Ab 1606 ließ Ludwig von Maxlrain das Innere der Kapelle St. Georg (auch St. Georg am Weinberg genannt) in Schliersee nahe Miesbach in frühbarocker Manier umgestalten. Er hatte die Kirche für seine Grablege auserkoren und wurde 1608 in einer Gruft direkt vor dem Altar beigesetzt. 1781 stürzte die Gruft ein, wobei auch ein Teil des Kapellenschmucks vernichtet wurde.
1637 stiegen die Maxlrainer zu Reichsgrafen auf, gleichzeitig erhob Kaiser Ferdinand II. die Herrschaft Waldeck zur Grafschaft mit dem neuen Namen Hohenwaldeck.
Seit 1685 war Johann Veit Graf von Maxlrain auch Inhaber der Hofmark Raab im Innviertel. 1734 kam nach dem Tod des letzten Maxlrainers, Johann Joseph Max Veit, der Maxlrainer Stammbesitz an den Reichsgrafen Max von Rheinstein und Tattenbach. Die Herrschaft Hohenwaldeck fiel hingegen an die Wittelsbacher, die sie als gesonderten Teil in das Kurfürstentum integrierten.

## Maxlrainer als Inhaber der Herrschaft Waldeck
| Name                                | Regierungszeit(en)                | Gemahlin                                                                                         | Abstammung                             |
| Veit von Maxlrain                   | 1516–1518                         | Margaretha von Waldeck                                                                           | Schwiegersohn des Wolfgang von Waldeck |
| Wolfgang von Maxlrain               | 1518–1561, ab 1548 Reichsfreiherr | Anna von Frundsberg, Tochter des Georg von Frundsberg                                            | Sohn des Veit von Maxlrain             |
| Wolf Dietrich von Maxlrain          | 1561–1586                         | Veronika von Pienzenau                                                                           | Sohn des Wolfgang von Maxlrain         |
| Wolf Wilhelm von Maxlrain           | 1586–1595                         | Johanna Perner zu Guetteroth                                                                     | Bruder des Wolf Dietrich von Maxlrain  |
| Ludwig von Maxlrain                 | 1595–1603                         | Barbara Scholastika von Sandizell                                                                | Sohn des Wolf Dietrich von Maxlrain    |
| Georg von Maxlrain                  | 1603–1635                         | I. Maria von Degenberg, II. Christina Sidonia von Auersberg                                      | Bruder des Ludwig von Maxlrain         |
| Wilhelm von Maxlrain                | 1635–1655, ab 1637 Reichsgraf     | I. Maria Christina von Gumppenberg, II. Maria Juliana Crivelli                                   | Sohn des Ludwig von Maxlrain           |
| Wolf Veit von Maxlrain              | 1656–1659                         | I. Elisabeth Kurz zu Senftenau, II. Barbara Rufina von Preysing                                  | Enkel des Wolf Wilhelm von Maxlrain    |
| Johann Veit von Maxlrain            | 1659–1705                         | I. Katharina Constantia Adelheid von Spiering, II. Franziska Klara von Törring, geb. von Lamberg | Neffe des Wolf Veit von Maxlrain       |
| Johann Joseph Max Veit von Maxlrain | 1705–1734                         | Maria Regina Helena von Muggenthal                                                               | Enkel des Wolf Veit von Maxlrain       |

## Wappen
Stammwappen
Das Stammwappen ist von Schwarz und Silber zweimal wellenförmig schräggeteilt. Auf dem Helm ein goldener Löwe mit schwarz-weißen Flügeln, wie im Wappen.
Freiherrenwappen
Das Freiherrenwappen zeigt in einem gevierteten Schild im ersten und vierten Feld das Stammwappen, im zweiten und dritten einen gekrönten goldenen Löwen in Schwarz.
Grafenwappen
Im gräflichen Wappen sind die vier Felder durch ein Tatzenkreuz getrennt. In einem hinzugekommenen Herzschild findet sich das von den Waldeckern "geerbte" Wappen, das die Maxlrainer de jure bereits seit ihrer Erhebung in den Reichsherrenstand 1544 führen durften: in Silber zwei geschrägte rote Stäbe unter einem halben Adler oder Falken.